# فن همبستگی معکوس
فن همبستگی معکوس یک روش مطالعه_محور داده‌ها می‌باشد.
این روش اصولاً در تحقیقات روانشناسی و فیزیولوژی عصبی کاربرد دارد. علت نامگذاری این است که اختصاص یک سیگنال معکوس شده‌است به طوری که محقق آن سیگنالی که به مشارکت کنندگان ارائه می‌شود را دستکاری می‌کند. از این روش برای ایجاد تصاویر ترکیبی از بازنمایی‌های مغزی تکی یا گروهی اندام مختلف (مانند چهره‌ها، بدن‌ها و خود) استفاده می‌شود که مشخصات اندام مزبور را نمایش می‌دهند (مثلاً صداقت و تصویر بدن خویش). این روش برای ارزیابی بازنمایی ذهنی آنها (در صورت وجود یا عدم وجود امراض مغزی) مفید است.